# Nu (groep)
Nu was een Nederlandse kunstenaarsgroep.

## Geschiedenis
Nu werd op op 3 maart 1959 opgericht in Groningen. Aanleiding was een lezing van de hoogleraar en kunsthistoricus Schulte Nordholt ter gelegenheid van het veertigjarig bestaan van De Ploeg. In zekere zin was Nu een kritische reactie op het gebrek aan vernieuwing in die tijd van De Ploeg. Bestuurlijk werd Nu geleid door zogenaamde niet-werkende leden. De aangesloten kunstenaars behoefde zich niet druk te maken over bestuurlijke en organisatorische zaken. 
Bij Nu sloten zich direct zestien kunstenaars aan onder wie de oud-Ploegleden Jan Jordens en Jan van der Zee, die daarvoor al betrokken waren geweest bij de kunstenaarsgroep Het Narrenschip. Ook anderen zoals Martin Tissing, Henri de Wolf en Sjouke Heins sloten zich aan bij Nu. 
Hoewel de groep vanaf het begin aandacht kreeg in de landelijke media ondervond men op het plaatselijke vlak veel tegenwerking. Het bestuur van Pictura in Groningen weigerde aanvankelijk iedere vorm van medewerking. De toenmalige directeur van het Groninger Museum, W. Jos de Gruyter, een van de initiatiefnemers tot de oprichting van Nu, stelde in 1960 expositieruimte in het museum ter beschikking, overigens tegen de zin van zijn bestuur. De jaren erna exposeerde de groep ook in Pictura. In 1969 kreeg de groep een tentoonstelling in het Groninger Museum, die de naam kreeg Wad Nu. Ook buiten Groningen werd in die jaren geëxposeerd, onder meer in de Princessehof in Leeuwarden. De groep viel in de loop van de jaren erna langzaam uit elkaar.